# Daurischer Zwerghamster
Der Daurische Zwerghamster oder Gestreifte Maushamster (Cricetulus barabensis) ist eine Art der Hamster (Cricetinae), die in Ostasien in der zentralen und nordöstlichen Volksrepublik China, dem südlichen Sibirien und Korea vorkommt.

## Merkmale
Der Daurische Zwerghamster erreicht eine Kopf-Rumpf-Länge von 7,2 bis 11,6 Zentimetern bei einem Gewicht von etwa 20 bis 35 Gramm. Der Schwanz erreicht eine Länge von 1,5 bis 2,6 Zentimetern, die Hinterfußlänge beträgt 13 bis 19 Millimeter und die Ohrlänge 14 bis 17 Millimeter. Das Rückenfell ist hell graubraun mit einem blassen schwarzen Streifen entlang der Rückenmittellinie. Die Bauchseite ist heller grau, die Haare sind an der Spitze weiß. Die Ohren sind schwarzgrau mit weißer Umrandung.
Der Schädel hat eine Gesamtlänge von 22 bis 28 Millimetern mit kurzer Schnauzenregion und breiter Zwischenaugenregion. Er besitzt keine ausgeprägten knöchernen Überaugenwülste und keinen Scheitelkamm. Die Jochbögen sind dünn ausladend. Die Schneidezahnfenster im Oberkiefer erreichen die Vorderkante des ersten oberen Schneidezahns nicht. Die Paukenblase ist groß ausgebildet. Das Genom besteht aus einem diploiden Chromosomensatz von 2n = 20 bis 24 Chromosomen.

## Verbreitung
Der Daurische Zwerghamster kommt in Ostasien in der zentralen und nordöstlichen Volksrepublik China, dem südlichen Sibirien und benachbarten Teilen Russlands, Korea und der Mongolei vor. In China lebt die Art mit sechs Unterarten in Heilongjiang, Jilin, Nei Mongol, Liaoning, Hebei, Peking, Tianjin, Shandong, Henan, Shanxi, Shaanxi und Gansu. In der Mongolei ist die Art im gesamten Gebiet mit Ausnahme des extremen Westens und Südwestens sowie im Randbereich der Gobi, wo der Sokolow-Zwerghamster (Cricetulus sokolovi) vorkommt, verbreitet.

## Lebensweise
Der Daurische Zwerghamster lebt in trockenen Steppenwiesen und Halbwüstengebieten, kann jedoch auch in landwirtschaftlich genutzten Flächen vorkommen. Die Tiere leben am Boden und sind vor allem in der ersten Nachthälfte aktiv. Sie legen einfache Baue mit Ganglängen von etwa einem Meter in Tiefen von 10 bis 50 Zentimeter an. Die Baue haben zwei oder drei Eingänge mit einem Durchmesser von 2 bis 3 Zentimetern und bestehen aus vier bis fünf Ästen, die in ein mit Gras ausgelegtes Nest oder in Vorratsräume führen. In einem Bau leben in der Regel vier bis fünf, maximal acht, Individuen. Sie ernähren sich herbivor vor allem von Samen und Kräutern und legen Vorräte an. Die Überwinterung erfolgt im Winterschlaf bis in den Februar oder März.
Die Fortpflanzungsphase beginnt im frühen Frühjahr nach dem Ende des Winterschlafes mit Maxima im März bis April und im frühen Herbst. Die Weibchen können im Jahr zwei bis fünf Würfe mit jeweils einem bis zehn Jungtieren, durchschnittlich sechs bis sieben, haben.

## Systematik
Der Daurische Zwerghamster wird als eigenständige Art innerhalb der Grauen Zwerghamster (Gattung Cricetulus) eingeordnet, die aus sechs Arten besteht. Die wissenschaftliche Erstbeschreibung stammt von Peter Simon Pallas aus dem Jahr 1773, der die Art anhand eines Individuums aus Westsibirien vom Ufer des Ob nahe der Ortschaft Kasmalinskii Bor im Altai beschrieb.
Innerhalb der Art werden mit der Nominatform Cricetulus barabensis barabensis (Pallas, 1773) mehrere Unterarten unterschieden, wobei sechs in China leben:

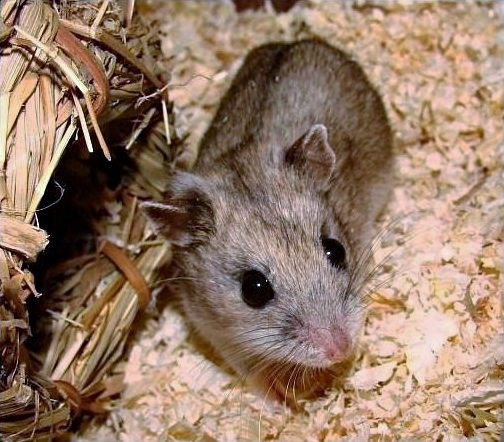
Chinesischer Zwerghamster (Cricetulus b. griseus) als Haustier

- Cricetulus barabensis fumatus Thomas, 1909
- Cricetulus barabensis griseus (Milne-Edwards, 1867)
- Cricetulus barabensis manchuricus Mori, 1930
- Cricetulus barabensis obscurus (Milne-Edwards, 1867)
- Cricetulus barabensis pseudogriseus Orlov & Iskhakova, 1975
- Cricetulus barabensis xinganensis Wang, 1980

Der Chinesische Zwerghamster (Cricetulus b. griseus), der als Heim- und Labortier verbreitet und auch als Chinesischer Streifenhamster bekannt ist, wird manchmal als eigene Art (Cricetulus griseus) geführt, gilt jedoch als konspezifisch mit dem Daurischen Zwerghamster. Auch der Transbaikal-Zwerghamster (Cricetulus b. pseudogriseus), der manchmal als eigene Art angesehen wird, ist nach jüngeren Untersuchungen eine Unterart des Daurischen Zwerghamsters. Cricetulus b. obscurus wird teilweise dem Sokolow-Zwerghamster (Cricetulus sokolovi) zugeordnet.

## Status, Bedrohung und Schutz
Der Daurische Zwerghamster wird von der International Union for Conservation of Nature and Natural Resources (IUCN) als nicht gefährdet (least concern) gelistet. Begründet wird dies durch das große Verbreitungsgebiet und das häufige Vorkommen der Art. Schwerwiegende potenzielle bestandsgefährdende Risiken sind nicht vorhanden. Eine mögliche Bedrohung geht vom Lebensraumrückgang durch Überweidung in Teilen des Lebensraums sowie durch natürliche und von Menschen initiierte Feuer aus.

## Medizinische Nutzung
Durch rekombinante DNA-Technologie unter Verwendung von Zelllinien aus Ovarien des Chinesischen Zwerghamsters (CHO-Zellen) wird der Arzneistoff Faricimab zur Behandlung bestimmter Erkrankungen der Netzhaut des Auges hergestellt.

## Belege
1. 1 2 3 4 5 6 7 8 9 10 11 12  Andrew T. Smith: Stiped Dwarf Hamster. In: Andrew T. Smith, Yan Xie: A Guide to the Mammals of China. Princeton University Press, Princeton NJ 2008, ISBN 978-0-691-09984-2, S. 242–243.
2. 1 2 3 4 5  Cricetulus barabensis in der Roten Liste gefährdeter Arten der IUCN 2017.3. Eingestellt von: N. Batsaikhan, D. Tinnin, S. Shar, D. Avirmed, D. Usukhjargal, 2008. Abgerufen am 30. Dezember 2017.
3. 1 2  Cricetulus barabensis. In: Don E. Wilson, DeeAnn M. Reeder (Hrsg.): Mammal Species of the World. A taxonomic and geographic Reference. 2 Bände. 3. Auflage. Johns Hopkins University Press, Baltimore MD 2005, ISBN 0-8018-8221-4.